# Интифада Шаабания
Интифада Шаабания (араб. الانتفاضة الشعبانية‎) — восстание 1991 года в Ираке, ряд протестов, выливавшихся в беспорядки, приведшие к нестабильности в регионах южного и северного Ирака. Вспыхнуло сразу после Войны в Персидском заливе, начавшись 3 марта и продолжаясь по апрель 1991 года. В основном, хаотичное восстание подпитывалось ощущением того, что лидер Ирака Саддам Хусейн стал уязвимым для смены власти. Это восприятие его слабости было в значительной степени результатом итогов Ирано-иракской войны и войны в Персидском заливе, которые произошли в течение одного десятилетия и опустошили население и экономику Ирака.
В течение первых двух недель большинство городов и провинций Ирака были захвачены силами повстанцев. Участники восстания представляли собой разнообразное сочетание этнических, религиозных и политических воззрений, включая военных мятежников, исламистов-шиитов, курдских националистов и различные левые группировки. После первых побед восстание было подавлено благодаря внутренними разногласиями восставших, а также отсутствием ожидаемой американской и/или иранской поддержки. Режим партии Баас, в которой доминировали арабы-сунниты, сумел сохранить контроль над столицей Багдад и вскоре в значительной степени подавил восстание в ходе жестокой кампании, проведённой лоялистскими силами во главе с Иракской республиканской гвардией.
Иракское правительство назвало эту интифаду восстанием предательства. Курды назвали её национальным восстанием. Беспорядки включали осаждение лагерей безоружными гражданами и призывы к свержению режима. После того, как иракские силы осуществили репрессии против граждан, дело обернулось восстанием, в котором участвовали вооруженные люди и члены иракской армии против Верховного исламского совета Ирак, помимо сил пешмерга, Демократической партии Курдистана, Патриотического союза Курдистана, а также вооруженных иракских граждан на юге. Восстание вспыхнуло в 14-ти из 18-ти провинций Ирака, оно продолжалось почти месяц, и в первые две недели было успешно.
Восстание началось в городах на юге Ирака, в частности, в городе Басра, после вывода иракской армии из Кувейта и уничтожения ее транспортных средств американскими войсками, что вынудило иракских солдат вернуться пешком в Ирак. В 1991 году памятник тогдашнему президенту Ирака Саддаму Хусейну был осквернён на площади Саад в Басре, чтобы вызвать народное восстание. По другой версии, восстание началось в двух суннитских городах Эз-Зубайр и Абу-эль-Хасиб 28 февраля 1991 года, за три дня до официальной капитуляции Ирака генералу Норману Шварцкопфу в Сафване.
Восстание распространилось с юга на курдские провинции, и в свете этих условий режим начал использовать вертолеты, посланные режиму американцами под предлогом перевозки убитых и раненых из Кувейта в Ирак, но режим использовал их для бомбардировки городов с целью прекратить восстание, и дело дошло до того, что власти применили против своих граждан химическое оружие.
За короткий, примерно месячный период беспорядков погибли десятки тысяч человек и почти два миллиона человек стали беженцами. После конфликта иракское правительство активизировало ранее систематическое принудительное переселение болотных арабов и осушение Месопотамских болот в системе рек Тигр и Евфрат. На юге Ирака после восстания тысячи мирных жителей, дезертиров и революционеров спасались от власти в болотах, расположенных на юге Ирака, а затем силы Республиканской гвардии и иракской армии преследовали, арестовывали и убивали восставших, при этом иракские болота были осушены отводом рек Тигр и Евфрата от болот с насильственным переселением местного населения в другие районы страны. Коалиция стран, которые участвовали в войне в Персидском заливе установили иракские бесполетные зоны над северным и южным Ираком, а курдская оппозиция создала Курдскую Автономную Республику в Иракском Курдистане.

## Более ранние призывы к восстанию
Во время ирано-иракской войны религиозный правитель Ирана Рухолла Хомейни призвал иракцев свергнуть правительство БААСистов и создать исламское государство. Из-за его подстрекательства многие арабы-шииты были изгнаны из Ирака, а некоторые были завербованы в вооружённые формирования, поддерживаемые Ираном, хотя большинство оставалось лояльным Ираку на протяжении всей войны.

## Информационная кампания США
15 февраля 1991 года тогдашний президент Соединенных Штатов Джордж Буш-старший выступил с речью, адресованной иракцам, по радио Голос Америки. Надеясь спровоцировать быстрый военный переворот направленный на свержение Саддама Хусейна, Буш заявил:
Есть ещё один способ остановить кровопролитие: иракские военные и иракский народ должны взять дело в свои руки и заставить Саддама Хусейна, диктатора, отойти в сторону, а затем выполнить резолюции ООН и воссоединиться с семьёй миролюбивых наций.
Буш выступил с аналогичным призывом 1 марта, на следующий день после окончания войны в Персидском заливе:
По моему собственному мнению... иракский народ должен отставить [Саддама] в сторону, и это облегчило бы решение всех этих существующих проблем и, безусловно, способствовало бы возвращению Ирака в семью миролюбивых наций.
Вечером 24 февраля, за четыре дня до подписания соглашения о прекращении огня в Персидском заливе, радиостанция Голос свободного Ирака, финансируемая и управляемая ЦРУ, передала послание иракскому народу с призывом восстать и свергнуть Саддама Хусейна. По радио выступал Салах Омар аль-Али, бывший член партии БААС и Совета революционного командования баасистов, находившийся в изгнании. В послании Аль-Али призывал иракцев свергнуть «преступного тирана Ирака» и утверждал, что Саддам «покинет поле боя, когда он убедится, что катастрофа охватила каждую улицу, каждый дом и каждую семью Ирака». Он сказал:
Поднимитесь, чтобы спасти Родину от тисков диктатуры, чтобы вы могли посвятить себя тому, чтобы избежать опасностей продолжения войны и разрушений. Достопочтенные сыны Тигра и Евфрата, в эти решающие моменты вашей жизни, находясь перед лицом смертельной опасности от рук иностранных сил, у вас нет другого выбора, чтобы выжить и защитить Родину, кроме как покончить с диктатором и его преступной бандой.

## Начало активных боевых действий

### Восстания на Юге
Многие повстанцы на юге Ирака, где начались восстания, были либо деморализованными солдатами иракской армии, либо членами антиправительственных группировок, в частности Исламской партии Дава и Верховного совета исламской революции в Ираке (ВСИРИ). Иракские вооружённые силы состояли в основном из новобранцев-шиитов и содержали значительные элементы, выступающие против правительства, и поэтому многие действиующие солдаты быстро перешли на сторону повстанцев.
Беспорядки впервые начались в городах Абу-эль-Хасиб и Эз-Зубайр, к югу от Басры, в конце февраля. 1 марта 1991 года, через день после прекращения огня в Персидском заливе, наводчик танка Т-72, возвращавшийся домой после поражения Ирака в Кувейте, выпустил снаряд в гигантский портрет Саддама Хусейна, висящий над главной площадью Басры, и наблюдавшие за этим солдаты зааплодировали. Восстание в Басре сначала возглавил Мухаммад Ибрагим Вали, армейский офицер, который собрал силы военной техники для нападения на правительственные здания и тюрьмы в городе; его поддержало большинство населения. Восстание в Басре было полностью спонтанным и неорганизованным. Новости об этом событии и радиопередачи Буша побудили многих иракцев восстать против режима Саддама Хусейна в других городах и деревнях. В Эн-Наджафе демонстрация возле мечети великого имама Али превратилась в перестрелку между дезертирами из армии и силами безопасности. Повстанцы захватили святыню, когда партийные чиновники Баас бежали из города или были убиты; заключённые были освобождены из тюрем. Восстание распространилось в течение нескольких дней на все крупнейшие шиитские города на юге Ирака: Эль-Амару, Диванию, Эль-Хиллу, Кербелу, Эль-Кут, Эн-Насирию и Эс-Самаву. Меньшие города также были охвачены бунтами.
Многие изгнанные иракские диссиденты, в том числе тысячи боевиков базирующихся в Иране бригад Бадра, пересекли границы и присоединились к восстанию. ВСИРИ сосредоточила свои усилия на шиитских священных городах Наджаф и Кербела, оттолкнув многих людей, которые не поддерживали их шиитскую исламистскую повестку и проиранские лозунги, за что ВСИРИ позже подверглась критике со стороны партии Дава. В ряды бунтовщиков по всему региону входили мятежные суннитские военнослужащие, коммунисты Иракской коммунистической партии (ИКП), арабские националисты, выступающие против Саддама, и даже недовольные баасисты. К несчастью для них, все различные революционные группы, ополчения и партии были едины только в своём стремлении к смене режима, поскольку у них не было общей политической или военной программы, не было единого руководства, и между ними было очень мало координации.

### Восстания на Севере
Вскоре после этого в населённом курдами северном Ираке вспыхнула ещё одна волна мятежей. В отличие от спонтанного восстания на Юге, восстание на Севере было организовано двумя соперничающими курдскими партийными формированиями: в первую очередь Патриотическим союзом Курдистана (ПСК) и в меньшей степени Демократической партией Курдистана (ДПК). Кроме того, Ассирийское демократическое движение (АДМ) служило основной ассирийской оппозиционной группой, хотя эта группа была более активной в 1980-х годах. АДМ сообщило, что правительство переселило тысячи ассирийцев в Киркуке, так как до 1991 года в городе насчитывалось около 30 000 человек. На севере дезертирство набранных правительством курдских ополченцев, известных как джаш, придало значительную силу восстанию.
Восстание на севере (Иракский Курдистан) вспыхнуло 5 марта в городе Рания. В течение десяти дней курдские националистические (Пешмерга), исламистские (Исламское движение Курдистана) и коммунистические (Коммунистическая партия Иракского Курдистана; Рабочая партия Курдистана также была в некоторой степени активна) повстанцы, к которым присоединились десятки тысяч дезертировавших ополченцев и дезертиров из армии (по сообщениям, их было более 50 000 по всему региону), взяли под контроль все города на севере, кроме Киркука (который в конечном итоге был взят ими 20 марта) и Мосула. Целые подразделения сдавались без особого или какого-либо сопротивления, включая всю 24-ю дивизию, которая не выпустила ни одной пули. В Сулеймании повстанцы осадили и захватили региональную штаб-квартиру Управления общей безопасности (спустя годы здание, известное как Амна Сурака или «Красная охрана» на курдском языке, стало музеем преступлений режима Саддама Хусейна). В пылу кровавой мести они убили несколько сотен захваченных чиновников и сотрудников службы безопасности баасистов без суда и следствия; по сообщениям, более 900 сотрудников службы безопасности были убиты в Сулеймании. Они также захватили огромное количество правительственных документов, связанных с печально известной программой Анфаль, в ходе которой правительственные войска систематически убивали десятки тысяч иракских курдов и представителей других этнических меньшинств тремя годами ранее, в 1988 году; 14 тонн этих документов были получены Human Rights Watch.
В отличие от юга, курдскому восстанию предшествовали демонстрации с чёткими политическими лозунгами: «демократия для Ирака» и «автономия для Курдистана». После взятия Мосула Джаляль Талабани предложил выступить маршем на столицу Багдад.

### Контрнаступление правительственных сил
7 марта, в попытке утихомирить восстания, Саддам Хусейн предложил лидерам шиитов и курдов доли в центральном правительстве в обмен на лояльность, но противостоящие группы отвергли это предложение. В разгар восстания правительство потеряло эффективный контроль над 14 из 18 провинций Ирака. Однако жители Багдада оставались в значительной степени пассивными, поскольку партия Дава, Коммунистическая партия, и все просирийские отколовшиеся члены партии Баас не смогли устроить подпольную организацию в столице. В обширных трущобах Саддама-Сити, населённых шиитами, произошли лишь ограниченные беспорядки, в то время как остальная часть Багдада оставалась спокойной.

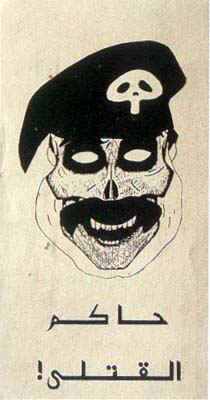
Пропагандистская листовка США о войне в Персидском заливе, изображающая Саддама Хусейна как смерть.

Вскоре силы правительства перегруппировались и перешли в наступление, чтобы вернуть контроль над городами. Им помог тот факт, что примерно половине танков элитной и надежной Республиканской гвардии удалось избежать из провозглашенной Саддамом «матери всех сражений» в Кувейте и что подразделения штаба гвардии также пережили войну. Кроме того, соглашение о прекращении огня в Персидском заливе от 3 марта запрещало иракским военным использовать самолёты над страной, но не запрещало им летать на вертолётах, поскольку большинство мостов было разрушено. Это произошло потому, что генерал Норман Шварцкопф удовлетворил просьбу иракского генерала о полётах на вертолётах, в том числе вооружённых боевых вертолётах, для перевозки правительственных чиновников из-за разрушенной транспортной инфраструктуры, действуя без указаний Пентагона или Белого дома; почти сразу же иракцы начали использовать боевые вертолёты для подавления восстаний. У превосходящих по вооружению повстанцев было мало тяжёлого вооружения и мало ракет класса «земля-воздух», что делало их почти беззащитными против боевых вертолётов и беспорядочных артиллерийских обстрелов, когда баасисты ответили на восстания мощным ударом. По данным Human Rights Watch, «в своих попытках вернуть города и после укрепления контроля лоялисты убили тысячи тех, кто противостоит им, будь то повстанцы или гражданские лица, открыв беспорядочный огонь по мятежным районам; казнили их на улицах, в домах и больницах; задерживали подозреваемых, особенно молодых людей, во время обысков по домам, арестовывали их с предъявлением обвинений или без предъявления обвинений или массово расстреливали; и использовали вертолёты для нападения на тех, кто пытается бежать из городов».
Поступило несколько сообщений о нападениях с применением химического оружия, в том числе о применении нервно-паралитического вещества во время подавления мятежа в Басре. После расследования ООН установила, что нет никаких доказательств того, что Ирак использовал химическое оружие для подавления восстаний, но не исключила возможности того, что Ирак мог использовать газообразный фосген, который не был бы обнаружен после нападения. По данным правительственной исследовательской группы США по Ираку, иракские военные действительно использовали нервно-паралитический газ зарин, а также нелетальный газ CS в массовых масштабах, когда в марте 1991 года против повстанцев в Кербеле и прилегающих районах были совершены «десятки» вылетов с использованием импровизированных вертолётов; также сообщалось о очевидных атаках горчичным газом в районах Наджафа и Кербелы силами США, которые были размещены там в то время.
На юге силы Саддама к концу марта подавили всё сопротивление, кроме небольших анклавов. 29 марта лидер ВСИРИ Абдул Азиз аль-Хаким признал, что шиитские повстанцы покинули города и что боевые действия перешли в сельские районы. Курдское восстание на севере страны было подавлено ещё быстрее, чем началось. После вытеснения Пешмерги из Киркука 29 марта правительственные танки 30 марта вошли в Дахук и Эрбиль, 1 апреля в Заху, а 3 апреля в Сулейманию, последний важный город, удерживаемый повстанцами. Наступление правительственных войск было остановлено в Коре, узкой долине недалеко от руин Калъат-Диза, где курды во главе с Масудом Барзани успешно оборонялись. По данным Государственного департамента США и группы по иностранным делам парламента Австралии, иранская повстанческая организация Моджахеды Ирана, укрытая в Ираке Саддамом Хусейном, помогала Республиканской гвардии в жестоком подавлении восстаний. Бывшие моджахеды сообщили, что Мариам Раджави сказал: «закатайте курдов своими танками и сохраните свои пули для иранской революционной гвардии».
5 апреля правительство объявило «о полном подавлении актов подстрекательства к мятежу, саботажа и беспорядков во всех городах Ирака». В тот же день Совет Безопасности ООН одобрил резолюцию 688, осуждающую угнетение иракским правительством курдов и требующую от Ирака уважать права человека своих граждан.

## Жертвы
Число погибших было велико по всей стране. Повстанцы убили многих чиновников и офицеров баасистов. В ответ тысячи безоружных граждан были убиты неизбирательным огнём танков, артиллерии и вертолётов лоялистов, а многие исторические и религиозные сооружения на юге были преднамеренно атакованы по приказу Саддама Хусейна. Силы безопасности Саддама вошли в города, часто используя женщин и детей в качестве живого щита, где они задерживали людей и казнили их без суда и следствия или когда наугад исчезали тысячи людей в рамках политики коллективной ответственности. Многих подозреваемых пытали, насиловали или сжигали заживо.
Многие из убитых были похоронены в братских могилах. Места массовых захоронений, содержащие тысячи тел, были обнаружены после падения Саддама Хусейна в апреле 2003 года. Из 200 массовых захоронений, зарегистрированных Министерством по правам человека Ирака в период 2003—2006 годов, большинство находилось на Юге, в том числе одно, как полагают, содержало до 10 000 тел.

## Последствия

### Кризис, связанный с наплывом беженцев

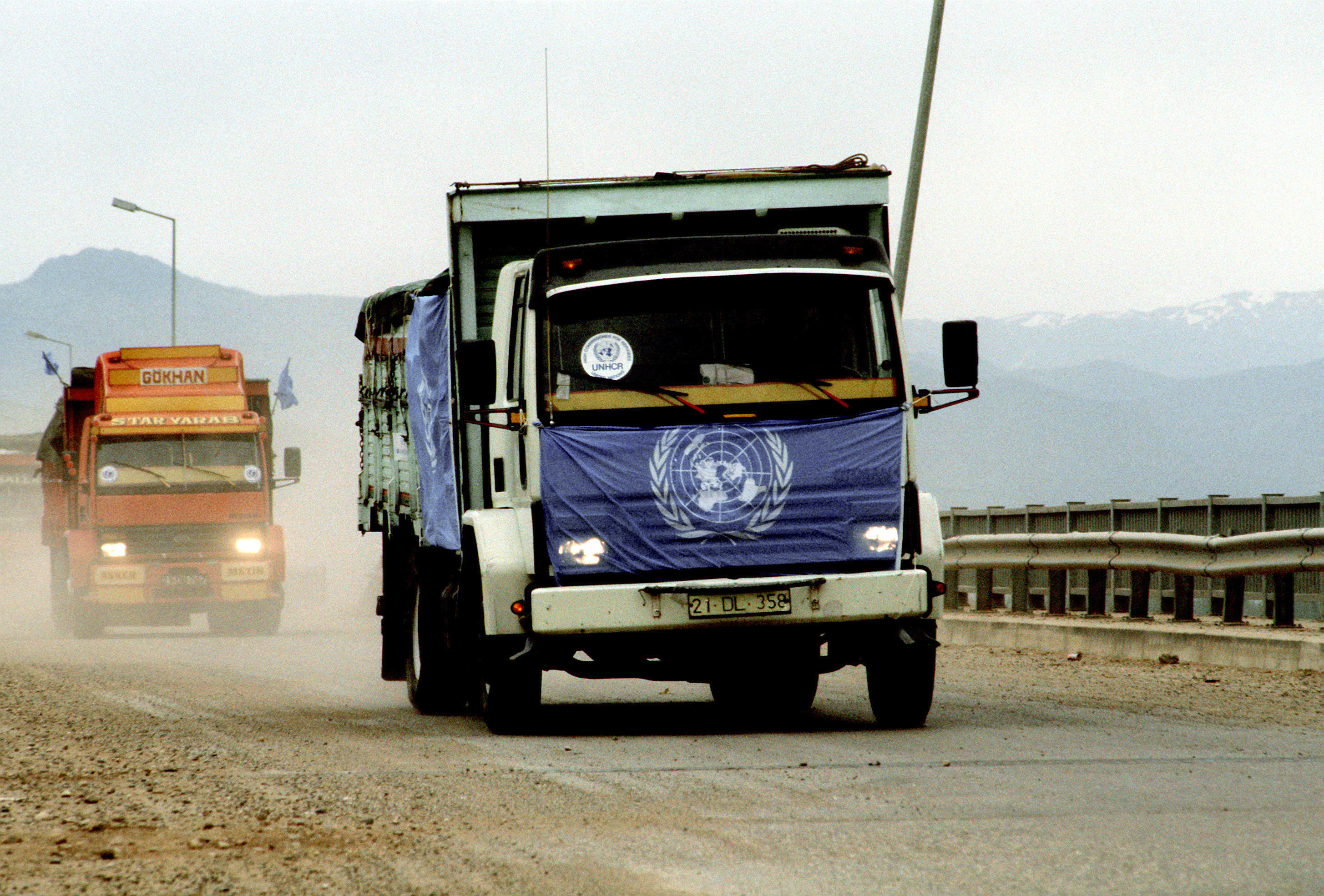
Грузовики с гуманитарной помощью для курдских беженцев, 29 апреля 1991 года.

В марте и начале апреля почти два миллиона иракцев, 1,5 миллиона из них курды, бежали из охваченных войной городов в горы вдоль северных границ, в южные болота, а также в Турцию и Иран. К 6 апреля Верховный комиссар ООН по делам беженцев подсчитал, что около 750 000 иракских курдов бежали в Иран и 280 000 в Турцию, а еще 300 000 собрались на турецкой границе. Подход к иммиграции беженцев был встречен Ираном и Турцией с другим подходом. Иран открыл свои границы для беженцев, в то время как Турция сначала закрыла свои границы и открыла их только после международного давления и заверений в финансовой помощи, чтобы справиться с беженцами. Иран также получил гораздо меньше международной помощи для преодоления кризиса, чем Турция, в основном из-за их напряженных отношений с США. Согласно отчётам международных организаций по оказанию помощи, на которые ссылается Надер Энтассар, Турция получила более чем в семь раз больше помощи на одного беженца, чем Иран. Их исход был внезапным и хаотичным: тысячи отчаявшихся беженцев бежали пешком, на ослах или втиснулись в грузовики и тракторы с открытыми задними сиденьями. Многие были убиты в пути вертолётами Республиканской гвардии, которые намеренно обстреливали колонны бегущих гражданских лиц в ряде инцидентов как на севере, так и на юге. Многочисленные беженцы также были убиты или искалечены, наступив на мины, установленные иракскими войсками вблизи восточной границы во время войны с Ираном. По данным Государственного департамента США и международных гуманитарных организаций, каждый день на границе Ирака и Турции погибало от 500 до 1000 курдов. По некоторым данным, до сотен беженцев также погибали каждый день по пути в Иран.

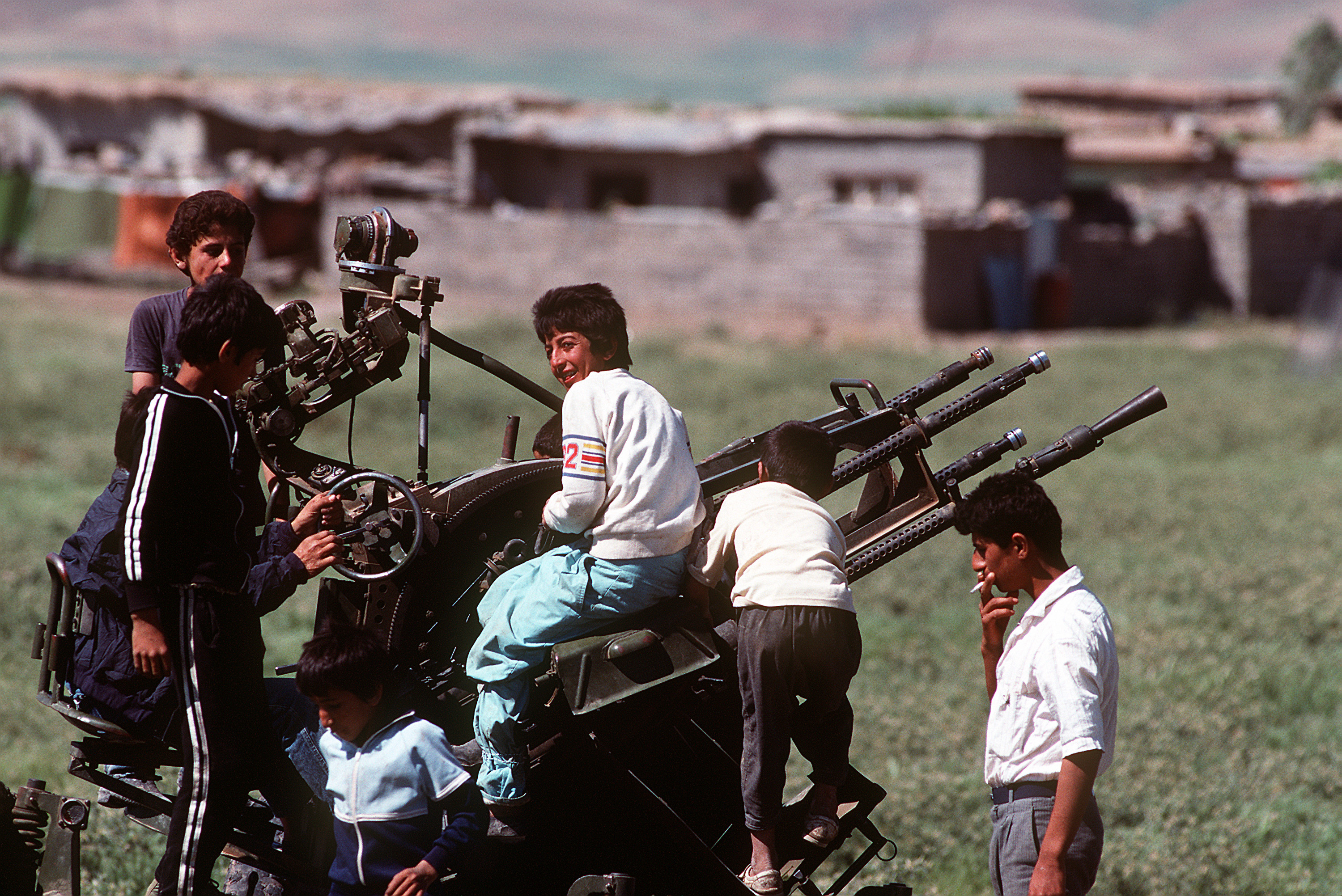
Курдские дети в лагере беженцев, построенном во время операции США и коалиции, играют с ZPU, который был брошен иракскими войсками во время операции Буря в пустыне, 1 мая 1991 года.

Начиная с марта 1991 года США и некоторые союзники по войне в Персидском заливе запретили силам Саддама Хусейна наносить удары авиацией, установив бесполётную зону над северным Ираком, и оказали гуманитарную помощь курдам (операция «Provide Comfort»). 17 апреля американские войска начали брать под контроль районы более чем в 60 милях вглубь Ирака, чтобы построить лагеря для курдских беженцев; последние американские солдаты покинули северный Ирак 15 июля. В апрельском инциденте в Ешилове британские и турецкие войска столкнулись друг с другом из-за обращения с курдскими беженцами в Турции. Многие беженцы-шииты бежали в Сирию, где тысячи из них поселились в городе Сайида Зайнаб.

### Сопротивление и репрессии на юге
На юго-востоке Ирака тысячи гражданских лиц, дезертиров из армии и повстанцев начали искать ненадёжное убежище в отдалённых районах болот Хавиза, расположенных вдоль иранской границы. После восстания болотные арабы подверглись массовым репрессиям, сопровождавшихся катастрофическим осушением иракских болот, а также широкомасштабным и систематическим насильственным перемещением местного населения. Сопротивление болотных арабов возглавлялось движением Хезболла в Ираке (совершенно не связанным с ливанской Хезболлой), которое после 2003 года стало главной политической партией болотных арабов. 10 июля 1991 года ООН объявила о планах открыть гуманитарный центр на озере Хаммар для помощи тем, кто скрывается в южных болотах, но иракские силы не пустили сотрудников ООН по оказанию помощи в болота или не выпускали людей оттуда. Крупномасштабная правительственная наступательная операция против беженцев, по рзным оценкам, 10 000 боевиков и 200 000 перемещённых лиц, скрывавшихся на болотах, началась в марте-апреле 1992 года с использованием самолётов; в докладе Государственного департамента США утверждалось, что Ирак сбросил токсичные химикаты в воду в попытке изгнать повстанцев. В июле 1992 года правительство начало пытаться осушить болота и приказало жителям поселений эвакуироваться, после чего армия сожгла их дома, чтобы помешать им вернуться. На юге также был введён комендантский час, и правительственные войска начали арестовывать и перемещать большое количество иракцев в лагеря для содержания под стражей в центральной части страны.
На специальном заседании Совета Безопасности ООН 11 августа 1992 года Великобритания, Франция и США обвинили Ирак в проведении «систематической военной кампании» против болот, предупредив, что Багдад может столкнуться с возможными последствиями. 22 августа 1992 года президент Джордж Буш объявил, что США и их союзники установили вторую бесполётную зону для любых иракских самолётов к югу от 32-й параллели, чтобы защитить повстанцев от нападений правительства, как это предусмотрено резолюцией 688 Совета Безопасности ООН.
В марте 1993 года расследование ООН сообщило о сотнях казней иракцев на болотах в предыдущие месяцы, утверждая, что поведение иракской армии на юге является наиболее «тревожным событием [в Ираке] за последний год», и ООН добавило, что после образования бесполётной зоны армия перешла к артиллерийским обстрелам дальнего действия, за которыми последовали наземные атаки, приведшие к «тяжёлым жертвам» и широкомасштабному уничтожению имущества, наряду с утверждениями о массовых казнях. В ноябре 1993 года Иран сообщил, что в результате осушения болотистых земель болотные арабы больше не могли ловить рыбу или выращивать рис и что более 60 000 человек бежали в Иран с 1991 года; иранские официальные лица обратились к миру с просьбой направить помощь беженцам. В том же месяце ООН сообщила, что 40 % болот на юге были осушены, в то время как появились неподтверждённые сообщения о том, что иракская армия использовала ядовитый газ против деревень вблизи границы с Ираном. В декабре 1993 года США Государственный департамент обвинил Ирак в «неизбирательных военных операциях на юге, которые включают сжигание деревень и принудительное переселение гражданских лиц». 23 февраля 1994 года Ирак направил воды из реки Тигр в районы к югу и востоку от болот, что привело к затоплению земли на глубину три метра, с тем чтобы сделать сельскохозяйственные угодья там бесполезными и заставить скрывавшихся там повстанцев бежать обратно в болота, из которых выкачивалась вода. В марте 1994 года группа британских учёных подсчитала, что 57 % болот были осушены и что через 10-20 лет вся экосистема водно-болотных угодий на юге Ирака исчезнет. В апреле 1994 года официальные лица США заявили, что Ирак продолжает военную кампанию в отдалённых болотах Ирака.
В Ираке в начале 1999 года в провинциях, где преобладают шииты, произошли новые беспорядки после убийства правительственными силами великого аятоллы Мухаммеда Садека ас-Садра. Как и восстания 1991 года, восстание 1999 года было жестоко подавлено.

### Курдский анклав

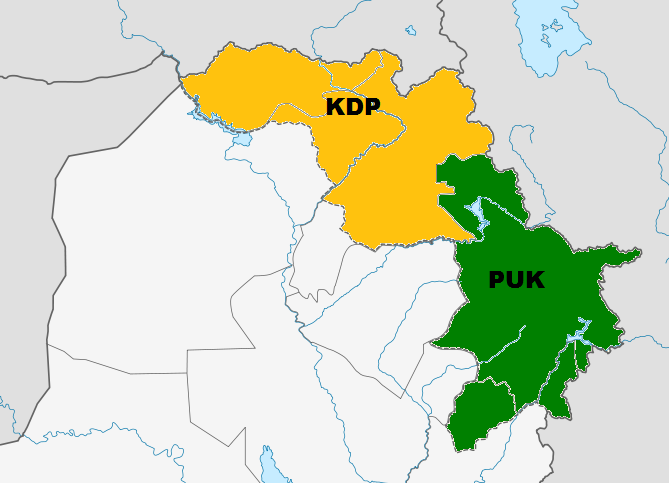
Территория, контролируемая курдами после гражданской войны среди курдов (территория, контролируемая после октября 1991 года, представляет собой комбинацию районов ДПК и ПСК, контролируемых курдскими повстанческими силами Пешмерга.

На севере боевые действия продолжались до октября, когда было достигнуто соглашение о выводе иракских войск из некоторых районов иракского региона, населенного курдами. Это привело к созданию регионального правительства Курдистана и созданию Курдской автономии в трёх провинциях северного Ирака. Десятки тысяч иракских солдат окопались вдоль фронта при поддержке танков и тяжёлой артиллерии, в то время как иракское правительство установило блокаду поставок продовольствия, топлива и других товаров в этот район. Военно-воздушные силы США продолжали обеспечивать соблюдение бесполётной зоны над северным Ираком с марта 1991 года, чтобы защитить курдов, покидающих свои дома в северном Ираке, американские военные также построили и содержали несколько лагерей беженцев в 1991 году.
Этот общий тупик был преодолён во время гражданской войны иракских курдов 1994—1997 годов, когда из-за союза ДПК с Ираном ДПИК обратилась за поддержкой к Ираку, и Саддам Хусейн направил своих военных в Курдистан, захватив Эрбиль и Сулейманию. Иракские правительственные войска отступили после того, как США вмешались, нанеся ракетные удары по южному Ираку в 1996 году. 1 января 1997 года США и их союзники начали операцию «Северный дозор», чтобы продолжить соблюдение режима бесполётной зоны на севере на следующий день после завершения операции.

### Судебные процессы после 2003 года
Суд над 15 бывшими помощниками Саддама Хусейна, в том числе Али Хасан аль-Маджидом (также известным как «Химический Али»), над их предполагаемой ролью в убийстве от 60 000 до 100 000 человек во время подавления восстания 1991 года состоялся в Багдаде в 2007 и 2008 годах. Судебный процесс по делу проходил в Иракском Верховном Трибунале. По словам прокурора, «действия, совершенные против иракского народа в 1991 году силами безопасности и обвиняемыми, были одним из самых отвратительных преступлений, когда-либо совершенных против человечества в современной истории». Аль-Маджид уже был приговорён к смертной казни в июне 2007 года за геноцид в связи с его ролью в операции «Анфаль» 1988 года, когда он также был осуждён за свою роль в событиях 1991 года и получил ещё один смертный приговор; он был казнён в 2010 году. Этому вопросу также уделялось большое внимание во время судебного процесса над Саддамом Хусейном.
Параллельно, с 2009 по 2011 год шли и другие судебные процессы, связанные с данным делом, но оно касалось обвинения других деятелей Иракского руководства.